# St. Bartholomäus und Dionysius (Aufhausen)

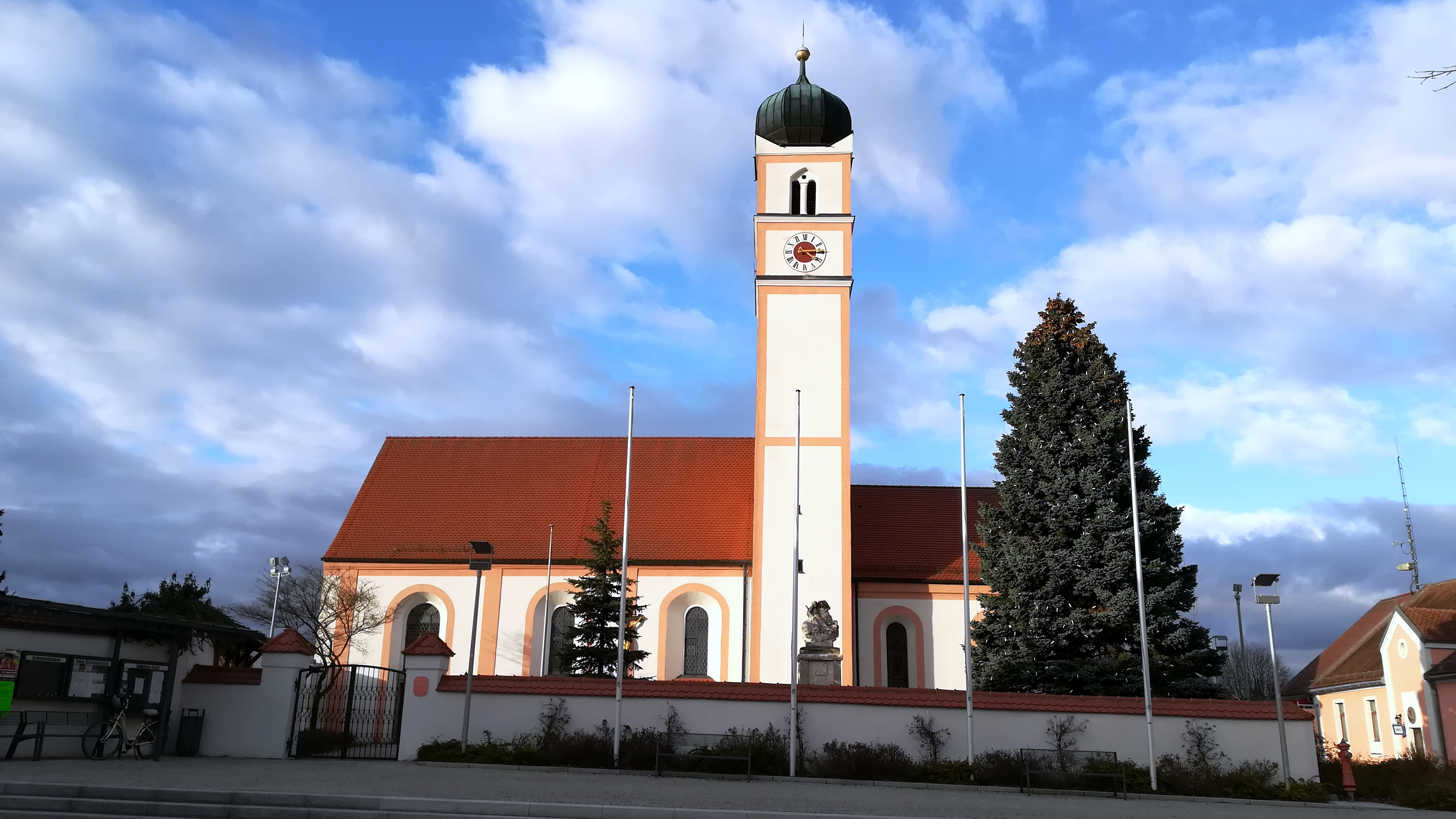
St. Bartholomäus und Dionysius (Aufhausen)

Die römisch-katholische, denkmalgeschützte Pfarrkirche St. Bartholomäus und Dionysius steht in Aufhausen, einer Gemeinde im Landkreis Regensburg der Oberpfalz. Die Kirche gehört zum Bistum Regensburg. Das Bauwerk ist unter der Denkmalnummer D-3-75-115-3 als Baudenkmal in die Bayerische Denkmalliste eingetragen.

## Beschreibung
Die traufständige Saalkirche wurde im Kern 1267 erbaut. Sie besteht aus einem romanischen Langhaus, einem eingezogenen spätgotischen Chor im Osten mit Fünfachtelschluss, an dessen Nordwand die Sakristei angebaut ist, und einem Kirchturm, der im Osten der Südwand des Langhauses eingestellt ist. Er ist in seinen unteren Geschossen romanischen Ursprungs und aus Bruchsteinen gemauert. Sein oberstes aufgestocktes Geschoss beherbergt hinter den als Biforien gestalteten Klangarkaden den Glockenstuhl, das darunter liegende die Turmuhr. Bedeckt wurde der Kirchturm mit einer Zwiebelhaube. 1854 wurde das Langhaus nach Westen erweitert. Der Innenraum des Chors hat ein spätgotisches Sterngewölbe, der des Langhauses ist mit einer Flachdecke überspannt. Zur Kirchenausstattung gehört der von Georg Dengler entworfene neugotischer Hochaltar aus dem Jahr 1889. Über dem Tabernakel befindet sich ein Kruzifix, flankiert von Reliefs, auf denen die Verkündigung des Herrn und die Geburt Christi dargestellt ist. Unter Baldachinen stehen die Statuen des heiligen Bartholomäus und des heiligen Dionysius.